# George Roux
George Roux, właściwie Alexandre-Georges Roux (ur. 5 kwietnia 1853 (lub 1850) w Ganges, zm. 29 stycznia 1929 w Wersalu) – francuski malarz, ilustrator książek m.in. Juliusza Verne’a i Roberta Louisa Stevensona.

## Galeria ilustracji

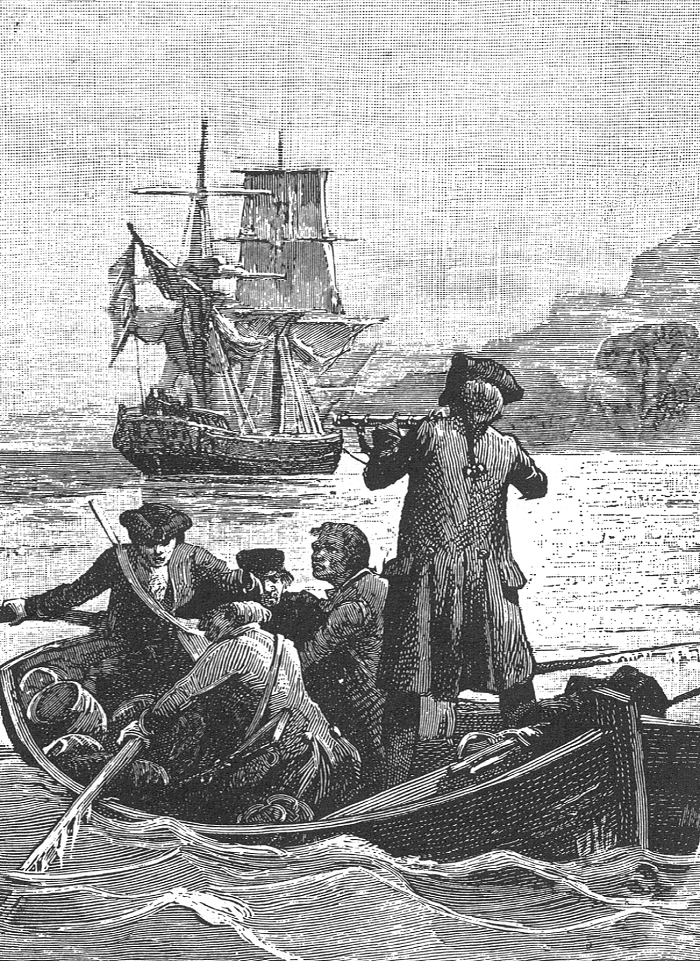
Jedna z ilustracji powieści Wyspa skarbów Roberta Louisa Stevensona, wyd. 1885.
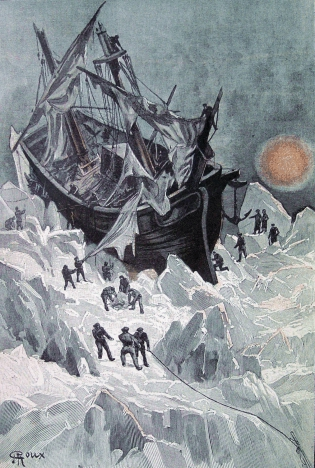
Jedna z ilustracji powieści Lodowy sfinks Juliusza Verne’a.
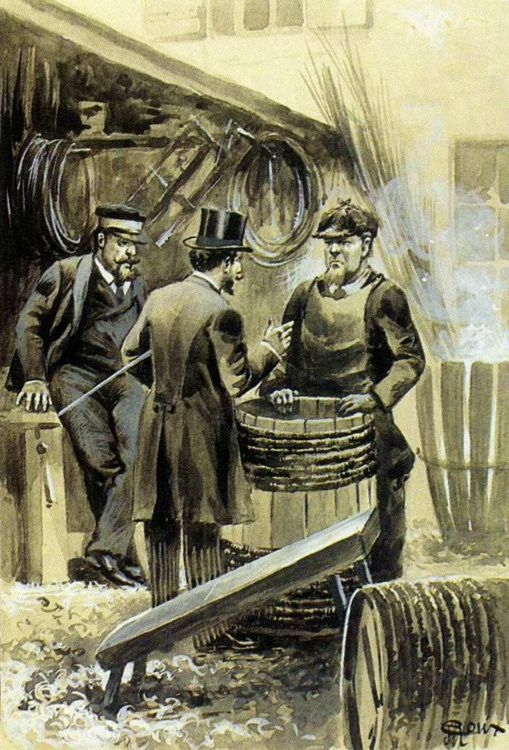
Jedna z ilustracji powieści Wąż morski Juliusza Verne’a.
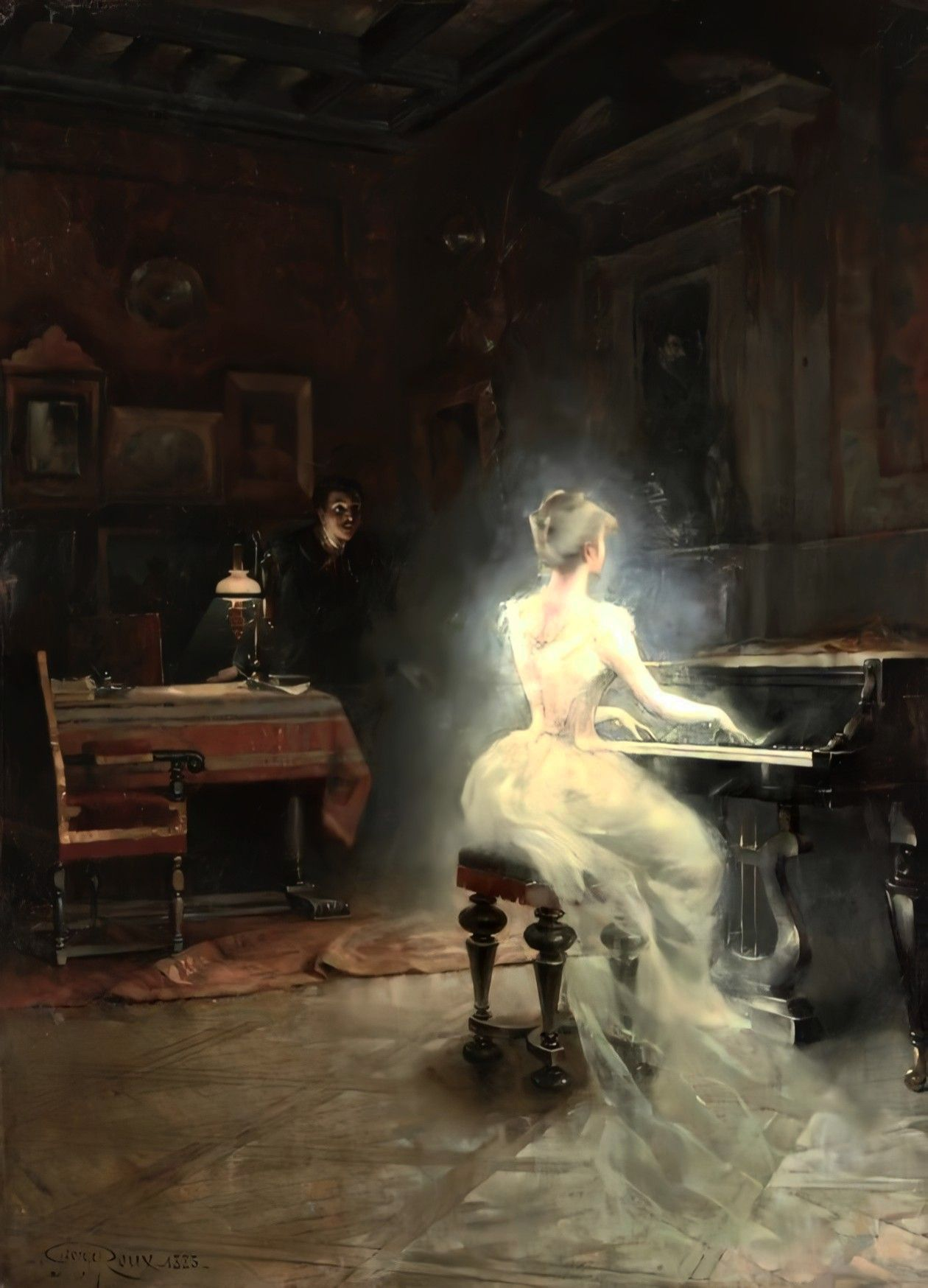
Obraz Spirit z 1885, olej na płótnie, 108 x 79 cm